# The Creation
The Creation, engleski rock sastav iz Cheshunta u Hertfordshireu u Engleskoj. Osnovan je 1966. godine. Najpoznatije su im dvije pjesme. Making Time je bila jedna od prvih rock pjesama u kojoj se svira gitara na kojoj se svira gudalom. Druga poznata pjesma je Painter Man koja je ušla u Top 40 na Britansku ljestvicu singlova kasne 1966. godine. i dosegla 8. mjesto na njemačkoj top ljestvici travnja 1967. godine. Poslije ju je u svojoj obradi izveo Boney M 1979. godine i dosegla je 10. mjesto na britanskoj ljestvici. Making Time se pojavila u filmu Tajkun iz Rushmorea.
Creationov životopisac Sean Egan definira njihov stil kao "jedinstveni hibrid popa, rocka, psihodelije i avangarde"-
Djelovali također pod imenima The Mark Four i The Blue Jacks.

## Članovi

### Sadašnji
- Eddie Phillips (rođen kao Edwin Michael Phillips, 15. kolovoza 1945., Leyton, istočni London) – vokal, vodeća gitara (1966. – 1967., sr. 1980-ih - danas)
- Tony Barber – vokal, bas gitara (rane 2000-te - danas)
- Kevin Mann – bubnjevi (rane 2000-te - danas)
- Simon Tourle – vodeći vokal (rane 2000-te - danas)

### Prijašnji članovi
- Bob Garner (rođena kao Robert Anthony Garner, 15. svibnja 1946., Warrington, Lancashire; umro 16. srpnja 2016.) – vokal, bas gitara (1966. – 1967., 1993. – 1997.); vodeći vokal (1967. – 1968., 1997. - rane 2000-te)
- Kenny Pickett (rođen kao Kenneth George Pickett, 3. rujna 1940., Ware, Hertfordshire; umro 10. siječnja 1997.)[4] – vodeći vokal (1966. – 1967., 1968., sr. 1980-ih - 1997.)
- Jack Jones (rođen kao Jack Llewleyn Jones, 8. studenoga 1947., Northampton, Northamptonshire) – drums, vocals (1966., 1966. – 1968., 1993.- rane 2000.-te)
- Dave Preston – bubnjevi (1966.)
- Kim Gardner – bas gitara, vokal (1967. – 1968.; umro 2001.)
- Tony Ollard – vodeća gitara, vokal (1967. – 1968.)
- Ronnie Wood – vodeća gitara, vokal (1968.)
- John Dalton – bas gitara (sr. 1980-ih - 1993.)
- Mick Avory – bubnjevi (sr. 1980-ih - 1993.)

## Diskografija

### Singlovi
- lipanj 1966. – "Making Time" / "Try and Stop Me"
- listopad 1966. – "Painter Man" / " Biff Bang Pow"
- 1967. – "Cool Jerk" / "Life Is Just Beginning" (samo Njemačka)
- lipanj 1967. – "If I Stay Too Long" / "Nightmares"
- listopad 1967. – "Life is Just Beginning" / "Through My Eyes"
- veljača 1968. – "How Does it Feel to Feel" / "Tom Tom"
- svibanj 1968. – "Midway Down" / "The Girls are Naked" (Polydor 56246)
- 1968. – "Bony Moronie" b/w "Mercy, Mercy, Mercy" (samo Njemačka, Hit-ton HT 300210)
- 1968. – "For All that I Am" b/w "Uncle Bert" (Hit-ton HT 300235, samo Njemačka)
- travanj 1987. – "A Spirit called Love" / "Making Time"   (+ bonus track "Mumbo Jumbo" na 12" EP)
- srpanj 1994. – "Creation" / "Shock Horror" (ograničeno izdanje 7" – Creation Records CRE200)
- srpanj 1994. – "Creation" / "Shock Horror" / "Power Surge" (CD single)
- srpanj 2008. – "Red With Purple Flashes" (1 sided Promo – striktno ograničen 200 only Planet 240708)

### Albumi
- 1967. – We Are Paintermen (Hit-ton, izdano samo u Njemačkoj, Nizozemskoj, Francuskoj i Švedskoj)
- 1987. – Psychedelic Rose: The Great Lost Creation Album (objavio 2004. Cherry Red)
- 1996. – Power Surge

### Kompilacije i albumi uživo
- 1968. – The Best of The Creation (Pop, izdano samo u Njemačkoj i Švedskoj)
- 1973. – Creation 66–67 (Charisma, 12" LP)
- 1975. – The Creation (UK collection)
- 1982. – The Mark Four/The Creation (Eva, German collection)
- 1982. – How Does it Feel to Feel? (Edsel, 12" LP)
- 1984. – Recreation (Line, 12" LP)
- 1985. – Live at the Beat Scene Club (7" EP)
- 1993. – Lay the Ghost (Universal)
- 1994. – Painter Man (Edsel, UK budget collection)
- 1998. – Our Music Is Red – With Purple Flashes (Diablo, UK collection)
- 1998. – Complete Collection, Vol. 1: Making Time (Retroactive)
- 1998. – Complete Collection, Vol. 2: Biff Bang Pow (Retroactive)
- 2007. – The Singles Collection (Get Back Italy)
- 2017. – Action Painting (Numero Group)[5]

### DVD
- 2004. – Red with Purple Flashes: The Creation Live (Cherry Red)

## Vanjske poveznice
- MySpace
- The Creation na Allmusicu  Arhivirana inačica izvorne stranice od 30. ožujka 2021. (Wayback Machine)
- Eddie Phillips Q And A Intervju s Phillipsom
- Eddie Phillips interview: 1974, autor Chris Hunt, objavljeno u Guitaristu 1988.